# E.161
E.161 es una recomendación de ITU-T que define la disposición de dígitos, letras y símbolos en teclados telefónicos y diales rotativos. También define el mapeo recomendado entre el alfabeto latino básico y los dígitos (p. ej., "DEF" en 3). Los usos para este mapeo incluyen:
- Multi-Grifo y sistemas de texto predictivo.
- Formar phonewords de números telefónicos.
- Utilizando caracteres alfabéticos (p. ej. como mnemotécnicos) en un número de identificación personal.[2]